# Parona (Włochy)
Parona – miejscowość i gmina we Włoszech, w regionie Lombardia, w prowincji Pawia.
Według danych na rok 2004 gminę zamieszkiwało 1688 osób, 187,6 os./km².